# رمزي محروس
رمزي محروس هو سياسي يمني، ومحافظ لمحافظة أرخبيل سقطرى  سابقا. في 31 يوليو 2022 صدر قرار جمهوري بتغييره وتعيين رأفت الاثقلي بديلا عنه.
| المناصب السياسية | المناصب السياسية                          | المناصب السياسية |
| ---------------- | ----------------------------------------- | ---------------- |
| سبقه             | محافظ محافظة أرخبيل سقطرى 12 أبريل 2018 - | تبعه             |